# Valdas Adamkus
Valdas Adamkus, původním jménem Voldemaras Adamkevičius, (* 3. listopadu 1926, Kaunas) je bývalý prezident Litevské republiky. Tuto funkci zastával ve dvou funkčních obdobích (poprvé byl ve funkci v letech 1998–2003, podruhé 2004–2009).
Valdas Adamkus se narodil v litevském Kaunasu v římskokatolické rodině. Byl ženatý s Almou Adamkienė.
Během druhé světové války jako nacistický kolaborant spolupracoval na Němci okupovaném území na vlastní žádost jmenovitě s válečným zločincem známým jako „Minský řezník“ Antanasem Impulevičiusem.